# Волошка Стевена
Волошка Стевена (Centaurea steveniana) — вид рослин з родини айстрових (Asteraceae), поширений у Молдові й Україні.

## Опис
Дворічна рослина 40–50 см заввишки. Всі кошики поодинокі на кінцях гілок, 3–12 см завдовжки. Обгортка 10–12 мм довжиною, 5–6 мм шириною. Стебла гіллясті, з розчепіреними гілками

## Поширення
Поширений у Молдові й Україні.
В Україні вид зростає на степових схилах, покладах, зрідка як бур'ян у посівах — в півд. ч. західного Лісостепу (Одеська обл.) і в Правобережного Лісостепу (Кіровоградська обл.) і Правобережної Степу (Одеська та Миколаївська області).